# Charlotte (mølle)
 For alternative betydninger, se Charlotte. (Se også artikler, som begynder med Charlotte)
Charlotte er navnet på en restaureret stråtækt hollandsk vindmølle med jordomgang, der krøjer med vindrose. Møllen er beliggende i naturreservatet Gelting Birk i det østlige Angel i Sydslesvig, vest for Nyby Vestermark ved vandrestien til halvøens spids Birk Nak. Den er opført i 1826, da Sydslesvig endnu var dansk. Navnet stammer fra overstaldmester Charlotte af Plessen, der døde 1822 på det nærliggende Gelting Gods. Efter en anden teori fik møllen navnet fra Charlotte af Bjelke, barnebarn af baronen af Gelting.
Møllen byggedes i 1826 på dæmningen mellem Goldhøft (el. Goldhoved) og Gelting Birk for at afvande det 1821 inddigende Gelting Nor (Store Nor). Møllen fungerede både som pumpemølle og kornmølle. Kornproduktionen varede frem til 1938, da den sidste møller måtte give op. Med opførelsen af en elektrisk pumpeværk i 1971 stoppede møllen også som pumpemølle. 
Den fredede mølle er nu i privat eje og ikke tilgængelig for offentligheden. I 2013 blev taget og vingerne fornyet.